# Chữ viết
Chữ viết là hệ thống các ký hiệu để ghi lại ngôn ngữ theo dạng văn bản, là sự miêu tả ngôn ngữ thông qua việc sử dụng các ký hiệu hay các biểu tượng. Nó phân biệt với sự minh họa như các phác họa trong hang động hay các tranh vẽ, đây là các dạng ghi lại ngôn ngữ theo các phương tiện truyền đạt phi văn bản, ví dụ như các băng từ tính trong các đĩa âm thanh. Chữ viết có quan hệ mật thiết với ngôn ngữ nhưng không đồng nhất với ngôn ngữ. Người ta có thể không biết chữ nhưng vẫn có ngôn ngữ để giao tiếp. Nhiều dân tộc có ngôn ngữ riêng nhưng vẫn chưa có chữ viết.

## Lịch sử
Chữ viết cách đây hàng ngàn năm, trước khi có bút, bút chì hay giấy, mực. Các chữ viết đầu tiên được xuất hiện ở trên các bức vách trong hang động của người tiền sử, xuất hiện ở các bức vẽ.

## Chữ viết-phương tiện ghi lại thông tin
Đối với lịch sử phát triển của xã hội loài người, chữ viết có một vai trò rất to lớn. Chữ viết là phương tiện ghi lại thông tin, không có chữ viết thì không thể có sách, các phát minh, các thành tựu của tổ tiên cũng không thể truyền lại.
Âm thanh hay lời nói là cái vỏ vật chất của ngôn ngữ vẫn có những hạn chế nhất định, có giới hạn, không thể truyền đạt rộng rãi và chính xác, lưu giữ lâu dài như chữ viết. Âm thanh bị hạn chế về khoảng cách và thời gian theo kiểu "tam sao thất bản". Chữ viết khắc phục được những điểm trên là phương tiện hoàn hảo để truyền đạt thông tin, lưu giữ thông tin, kích thích sự sáng tạo, là thành quả kỳ diệu, vĩ đại của loài người.

## Hệ chữ viết
Các hệ chữ viết có thể được phân vào bốn loại sau: hệ chữ ngữ tố (tượng hình), hệ chữ âm tiết, bảng chữ cái và hệ chữ đặc trưng.

### Hệ chữ tượng hình
Một bảng chữ tượng hình hay chữ ngữ tố (logography) được cấu thành bởi nhiều ký hiệu văn tự mang đặc điểm là một mình ký hiệu đó đã biểu thị toàn bộ một từ, một âm tiết hoặc một ngữ tố, còn gọi là chữ ngữ tố. Đơn cử như trong bảng chữ tượng hình Maya, chữ tượng hình biểu nghĩa "vây cá" (phát âm là ka) còn được dùng để biểu âm ka bất cứ khi nào cần chỉ ra cách phát âm của một chữ tượng hình khác. Một số chữ ngữ tố còn có bộ phận biểu ý, tiêu biểu là các "bộ thủ" trong chữ Hán và các từ hạn định trong chữ tượng hình Ai Cập. Khoảng 90% các chữ Hán được cấu thành bởi một bộ phận biểu ý (bộ thủ) và một bộ phận biểu âm (chữ Hán có sẵn).
Hiện nay, hệ chữ ngữ tố chính được sử dụng là chữ Hán. Các hệ chữ ngữ tố từng được dùng mà nay đã bị mai một bao gồm chữ hình nêm, chữ tượng hình Maya, v.v...

### Hệ chữ âm tiết
Một bảng chữ âm tiết là tập hợp của các ký hiệu văn tự biểu thị một âm tiết (phụ âm-nguyên âm hoặc chỉ một mình phụ âm). Một số bảng chữ âm tiết còn có các chữ âm tiết đặc trưng cho những âm tiết phức tạp (phụ âm-nguyên âm-phụ âm hoặc phụ âm-phụ âm-nguyên âm). Các âm tiết giống nhau về mặt ngữ âm không được biểu thị bằng các chữ âm tiết giống nhau. Ví dụ như chữ âm tiết biểu thị âm "ka" sẽ khác chữ âm tiết biểu thị âm "ki".
Hệ chữ âm tiết phù hợp với các ngôn ngữ có cấu trúc âm tiết tương đối đơn giản. Tiếng Nhật là một ví dụ điển hình. Bảng chữ âm tiết còn được dùng cho các ngôn ngữ khác như bảng chữ Linear B của tiếng Hy Lạp thời Mycenae, bảng chữ âm tiết Cherokee, bảng chữ âm tiết Ndjuka dành cho tiếng Creole Suriname và bảng chữ âm tiết Vai dùng tại Liberia.

### Bảng chữ cái
Bảng chữ cái là một tập hợp các ký hiệu văn tự biểu thị một nguyên âm hoặc một phụ âm. Trong một bảng chữ cái âm vị lý tưởng, các chữ cái sẽ hoàn toàn tương ứng với các âm vị của một ngôn ngữ và nhờ đó một người có thể dự đoán được cách đánh vần một từ chỉ với cách phát âm của nó. Tuy nhiên, vì sự tiến hóa của ngôn ngữ thường độc lập với sự tiến hóa của hệ chữ viết, đồng thời các hệ chữ viết được các ngôn ngữ vay mượn khác với mục đích ban đầu (để viết lại các ngôn ngữ mà chúng được thiết kế cho) nên mức độ tương ứng giữa các chữ cái trong bảng chữ cái với âm vị của một ngôn ngữ là rất khác nhau giữa ngôn ngữ này với ngôn ngữ khác và ngay cả trong cùng một ngôn ngữ.
Đôi khi thuật ngữ "bảng chữ cái" được dùng để chỉ riêng các hệ chữ viết có các chữ cái riêng biệt cho từng nguyên âm và phụ âm (đơn cử như bảng chữ cái La tinh), mặc dù các bảng chữ abugida và các bảng chữ abjad cũng được coi là bảng chữ cái. Với cách định nghĩa giới hạn này, người ta thường coi bảng chữ cái Hy Lạp là bảng chữ cái ra đời sớm nhất.

#### Abjad
Hầu hết trong các hệ chữ cái được dùng tại vùng Trung Đông, thông thường chỉ có phụ âm là được viết ra mặc dù có thể dùng một số dấu phụ để biểu thị nguyên âm. Các bảng chữ cái như thế này bắt nguồn từ các bảng chữ cái cổ có từ thời Ai Cập cổ đại và được gọi là abjad hoặc consonantary (hệ chữ phụ âm).

#### Abugida
Đa số các bảng chữ cái của các ngôn ngữ được dùng tại Ấn Độ cũng như các nước Đông Nam Á biểu thị nguyên âm bằng các dấu phụ hoặc thay đổi hình dạng của phụ âm. Các bảng chữ cái như trên được gọi là abugida. Một số bảng chữ abugida của các ngôn ngữ Ethiopia hoặc Cree (Canada) được coi là các bảng chữ âm tiết trong quá trình giảng dạy cho trẻ nhỏ. Dù vậy, khác với các bảng chữ âm tiết, các bảng chữ abugida không tồn tại những ký tự độc lập cho mỗi âm tiết.

### Hệ chữ đặc trưng
Một hệ chữ đặc trưng (featural script) biểu diễn đặc điểm các âm vị của một ngôn ngữ một cách nhất quán. Ví dụ như trong hệ chữ hangul của Hàn Quốc, tất cả các ký tự âm đôi môi sẽ có một số điểm chung (ㅁ m [m], ㅂ b [p], ㅍ p [pʰ], ㅃ pp [p͈] đều có điểm tương đồng với hình chữ nhật). Trong việc giáo dục trẻ nhỏ, người ta coi hangul là một bảng chữ cái và các yếu tố đặc trưng (featural elements) thường không được chú ý.
Một bảng chữ đặc trưng khác đó là SignWriting. Đây là hệ chữ phổ biến nhất dùng để viết lại nhiều ngôn ngữ ký hiệu thông qua việc hình tượng hóa các hình dạng, chuyển động của bàn tay và mặt. Hệ chữ đặc trưng còn được ứng dụng nhiều vào việc sáng tác ra các hệ chữ viết giả tưởng, điển hình như hệ chữ Tengwar của tác giả J.R.R. Tolkien.